# The Ruse (film, 1915)
Pour les articles homonymes, voir Ruse.
The Ruse est un film muet américain réalisé par William H. Clifford et William S. Hart, sorti en 1915.

## Synopsis
'Bat' Peters, ancien tueur à gages, s'est reconverti dans la prospection des mines et se rend à Chicago pour traiter une affaire avec un promoteur à l'aspect peu recommandable...

## Fiche technique
- Titre : The Ruse
- Réalisation : William H. Clifford et William S. Hart
- Scénario : Thomas H. Ince, J.G. Hawks, A.P. Johnson, C. Gardner Sullivan
- Chef opérateur : Robert Doran
- Production : Thomas H. Ince pour Broncho Film Company
- Distribution : Mutual Film
- Genre : Western
- Durée : 28 minutes
- Date de sortie :
  -  États-Unis : 14 juillet 1915

## Distribution
- William S. Hart : 'Bat' Peters
- Clara Williams : May Dawson
- John Davidson : John Folsom
- Fanny Midgley : Mrs. Dawson
- Gertrude Claire : la mère Grady
- Shorty Hamilton : un cowboy
- Bob Kortman : un bandit